# Especulación (economía)

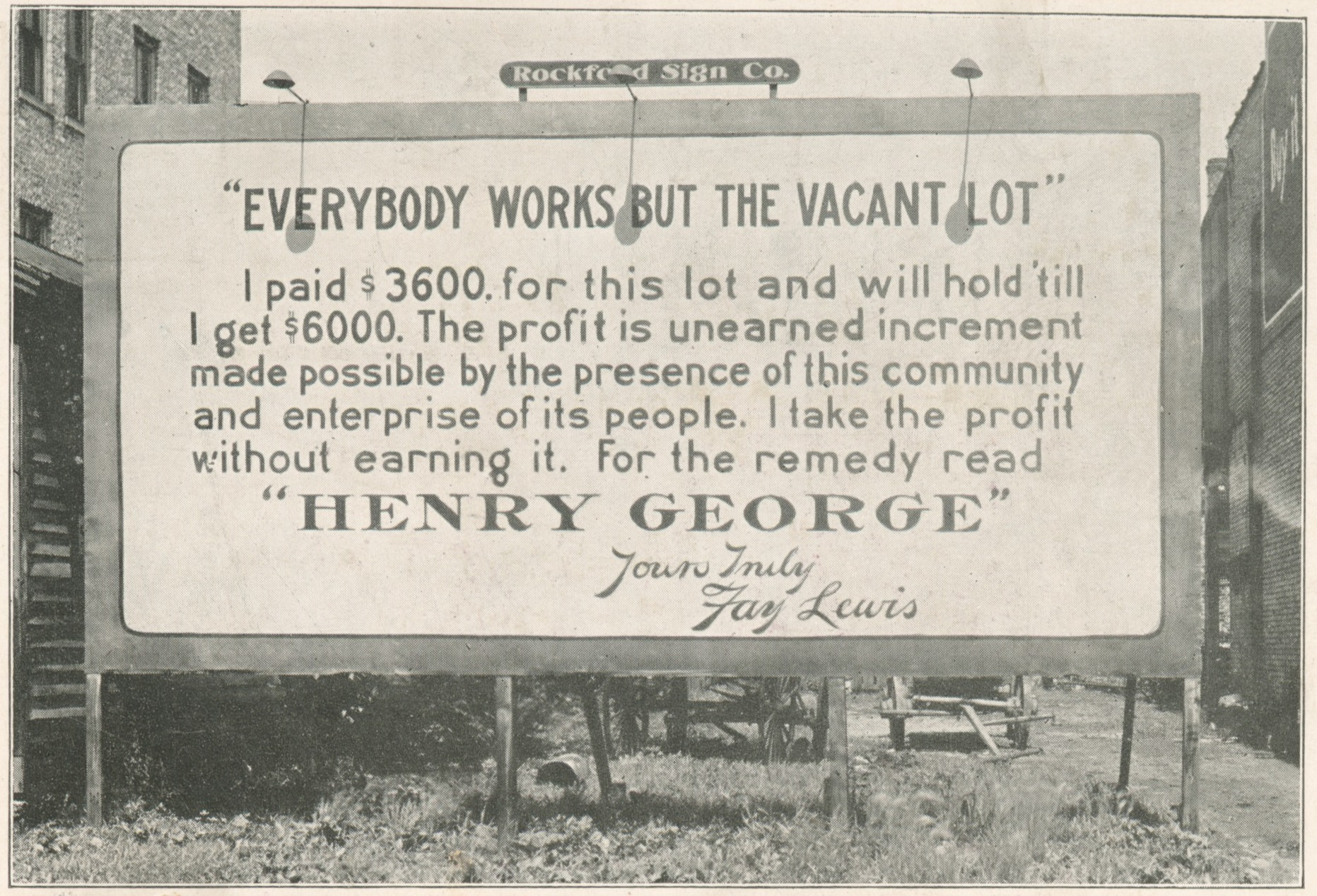
Cartelera de 1914 que critica la especulación sobre la tierra y que cita Henry George

En economía, la especulación económica o financiera (de bienes financieros), según Nicholas Kaldor, consiste en la compra (o venta) de bienes, ya sean estos materiales o inmateriales, con vistas a su posterior reventa (recompra), cuando el motivo de tal acción es la simple expectativa de un cambio de los precios que puede haber en los centros comerciales por ejemplo, afectados con respecto al precio dominante y no la ganancia derivada de su uso, o de algún tipo de transformación efectuada sobre estos o de la transferencia entre mercados distintos.
Una operación especuladora busca no disfrutar del bien o servicio involucrado, sino obtener un beneficio de la o las fluctuaciones de su precio con base en la teoría del arbitraje. En sentido extenso, toda forma de inversión que conlleve un medio es especulativa; sin embargo, el término se suele aplicar a aquella inversión que no conlleva ninguna clase de compromiso con la gestión de los bienes en los que se invierte, y se limita al movimiento de capitales (mercado financiero), habitualmente en el corto o mediano plazo.
La especulación se basa en la previsión y en la pre-percepción, de forma que el especulador también puede equivocarse si no prevé correctamente la evolución de los precios futuros, de forma que tendrá que vender barato algo que compró caro. El mercado especulativo por tanto premia a quienes saben prever.
La especulación se evita en el campo moral religioso.

## Efectos sobre la economía real
La especulación engloba operaciones comerciales que se practican con mercancías de valores, o bienes, de manera que se compran a bajo precio esperando venderlos a mayor precio.
Puede afirmarse que la mayor cantidad de especulaciones se dan en el comercio, que genera empleos, los cuales fomentan el incremento de los salarios reales, lo que a su vez estimula el consumo de productos, lo que a su vez provoca que la economía genere más empleos y por consecuencia menos pobreza. La especulación es dañina especialmente cuando existen monopolios. En una economía con muchos competidores y economía abierta a la importación, el mercado presionará para que cada producto o servicio se venda al menor precio posible, evitando los sobreprecios gracias a que existen muchos oferentes de esos productos o servicios. 
Cuando existen mercados cerrados a la importación o monopolios o ambas cosas, y el bien económico o servicio es muy necesario o inelástico, el productor o proveedor obtendrá mayores márgenes de ganancias, porque podrá especular prácticamente sin límite, por no tener competencia.

## Críticas
En algunos casos, los aumentos del precio debido a la compra masiva de un bien o servicio causan a su vez una mayor demanda con fines también especulativos: más gente comprará el producto esperando venderlo en poco tiempo y ganar dinero. Si las perspectivas de incremento del precio del activo se calculan al alza, y si estos movimientos se suelen alentar mediante políticas de crédito blando basadas en tipos de interés bajos, el agotamiento del líquido disponible puede provocar una burbuja económica. Un período sostenido de compra especulativa se ve frecuentemente acompañado por un período de venta en que los precios caen de forma drástica. En muchos casos se asocia la especulación con la utilización de información privilegiada, lo cual está tipificado como delito en la mayoría de los países.
Algunos agentes de mercado utilizan el monopolio para hacer subir o bajar los precios conforme a sus propios intereses, y dejan algunas veces poco margen para la legalidad. 
En el caso de la especulación a través de mercados financieros, esta es provocada por decisiones gubernamentales como la emisión de dinero inorgánico por exceso de gasto (lo que provoca que el mercado se sature de dinero e inflación) o la fijación de tasas de interés muy bajas por parte de bancos centrales, para estimular la inversión con créditos de bajo costo, que estimula la entrega de créditos de alto riesgo. 
En países con controles monetarios o regulación de importaciones, el mercado quedará con pocos oferentes, y se crearán así monopolistas que sacarán provecho de las circunstancias y aumentarán sus precios para obtener mayores ganancias.
Según la teoría liberal, la única forma de evitar la especulación desaforada es a través de la competencia; mientras más oferentes, precios más bajos. Los controles de precios crean desabastecimiento y cierre de empresas productoras, y por consiguiente se monopoliza aún más el mercado, y se estimula la especulación.
Otro aspecto negativo de la especulación tiene que ver con la creación de holdouts o fondos buitre que pueden paralizar incluso la actuación de los estados nacionales, por ejemplo Argentina. Los Estados que sistemáticamente gastan por encima de sus posibilidades reales son financieramente muy vulnerables, incumplen periódicamente sus compromisos y terminan siendo víctimas fáciles de los fondos especulativos. En estos casos la responsabilidad es al menos compartida entre el tomador de deuda y su ejecutor especulativo.